# Mary Carey
Mary Carey, född 15 juni 1980 (eller 1981) i Cleveland i Ohio, är en amerikansk före detta porrfilmsaktris. Hon har även varit aktiv som politiker och ställde upp som guvernörskandidat i Kalifornien både 2003 och 2021.

## Biografi
När Carey var sju år gammal flyttade familjen till Florida där hon bland annat studerade balett. 1998 tog hon examen vid Pine Crest School i Fort Lauderdale. Under 2000 började hon med striptease och gick därifrån över till porrbranschen.
Under sin porrfilmskarriär, som varade mellan 2001 och 2011, gjorde hon bland annat scener med Tanya Danielle, Ashley Blue och Hannah Harper. Hon arbetade i första hand för bolagen Hustler, Jill Kelly, Kick Ass och Vivid.
Parallellt och efter porrkarriären har Carey även synts med roller i olika "B-filmer".

### Politik
I det extrautlysta guvernörsvalet 2003 ställde 23-åringen upp som kandidat att efterträda den avgående delstatsguvernören Gray Davis. Slutligen valdes Arnold Schwarzenegger till ny guvernör, medan Carey kom på tionde plats bland de totalt 135 kandidaterna.
På Mary Careys politiska program inför guvernörsvalet fanns bland annat följande:
1. Legalisera homoäktenskap
2. Beskatta bröstimplantat
3. Gör stripteaseuppträdanden avdragsgilla
4. Installera webbkameror i guvernörsbostaden
5. Skapa ett "Porr mot pistoler"-program för att minska antalet handeldvapen
6. Vara goodwill-ambassadör för att locka företag till delstaten
7. Personer som uppbär arbetslöshetsunderstöd skall fullgöra jurytjänstgöring
8. Motarbeta attackerna från John Ashcroft och Justitiedepartementet på porrindustrin
9. Medge förlängda öppettider för barer till kl 04.00
10. Fokusera på AIDS-epidemin

Hon erkände efteråt att hennes kandidatur mest varit ett sätt att få uppmärksamhet för sin då pågående porrfilmskarriär. Hon var då endast en av ett antal kandidater involverade i underhållningsbranschen; Carey var dock enda kandidaten som offentliggjorde sina bystmått på kampanjmaterialet.
2021 planerade hon dock att ställa upp igen som guvernörskandidat, nu efter sin avslutade karriär som reguljär porrfilmsaktris. Denna gång var hennes primära politiska fokus att försöka lösa Kaliforniens bostadskris och lindra covid-19-pandemins skadeverkningar på delstatens näringsliv. Hon meddelade, denna gång något mer allvarligt, att hon övervägde att återlansera sitt "porr mot pistoler"-program, vilket hon hävdade skulle få folk att lämna in sina vapen i gengäld mot gratis pornografi. Exakt hur detta skulle omsättas i praktiken, i en värld med den mesta av porrkonsumtionen redan inriktad mot gratissajter, förklarade hon inte. Den nya guvernörskampanjen sköttes till stora delar av hennes man, som hon äktade tre år tidigare. Under kampanjen planerade hon att besöka ett antal strippklubbar runt om i Kalifornien. Carey var dock tvungen att dra sig ur guvernörskampen halvvägs, och till slut segrade den sittande guvernören Gavin Newsom.

## Priser
- 2013: AVN Hall of Fame Award[10]